# Csiffáry de Csiffár és Nemespann

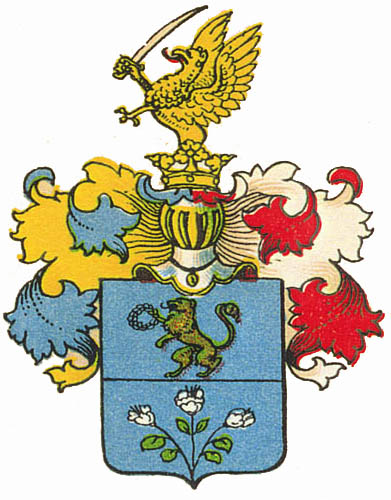
Wappen des Adelsgeschlechtes

Csiffáry de Csiffár és Nemespann ist ein altes ungarisches Adelsgeschlecht, das aus dem Komitat Neutra stammt.

## Geschichte
Das erste bekannte Familienmitglied war Ferenc Csiffáry, der ein Minister des Bischofs von Veszprém war und wahrscheinlich um 1542 in Zalaegerszeg getötet wurde.
Andere Familienmitglieder, die in den Quellen ab 1570 in Vráble erscheinen, waren in der türkischen Volkszählung als János Csifár mit seinem Bruder Matthias bekannt. Später wurden sie in der Adelszählung des Komitats Bars in den Jahren 1594–95 erwähnt.
Während des 17. Jahrhunderts erschienen die Familienmitglieder unter anderem in Quellen des Erzbischofs, des Komitats Bars sowie in anderen Wirtschaftsorganisationen und an anderen Orten. Alle diese Daten deuten darauf hin, dass die in den Quellen enthaltenen Familienmitglieder möglicherweise dem Adel angehörten.
Ursprünglich gehörte das Adelsgeschlecht dem kirchlichen Adel des sogenannten Verebélyi és szentgyörgyi érseki szék (slowakisch: Stolica Arcibiskupských Predialistov vo Vrábľoch (a v Jure nad Hronom) und auf Latein: latinul Sedes de Verebel et Sancti Georgii). Im Jahr 1649 zog ein Teil der Familie nach Nitra und bekam vom Kaiser Ferdinand III. einen Adelsbrief für Stephanus und für seine Ehefrau Magdalena Bosoky, gemeinsam mit seinen Brüdern Andreas, Gregorius, Thomas und seinem Halbbruder Stephanus Tarr.
Seine Nachfolger Márton und Gergely erhielten 1755 die Herrschaft Paňa von dem Erzbischof Miklós Csáky.
Aus Nitra verzweigte sich die Familie und besaß Herrschaften in Vlčany, Pohranice und Kukučínov. Somit vermählten sie sich mit Adelsfamilien wie denn Bory, Visky, Pallya, Palasthy und der Patrizierfamilie Turay.

## Bekannte Mitglieder
- Peter (* 1507), Steuereintreiber von Ippolito I. d’Este dem Bischof von Eger
- Matthias (* 1595), Zollbeamter und Offizier der Erzbischof in Vráble
- Stephanus (* 1620), Alispan (Vice-Comes) des Sedes de Verebel (Slowakisch: Vráble)
- Dr. Paulus (* 1657), Zuhörer der Universität von Trnava
- Stephanus (* 1666), Ispan (Comes) der Freien Stadt Nitra